# 久保史緒里
久保 史緒里（くぼ しおり、2001年〈平成13年〉7月14日 - ）は、日本のアイドル、ファッションモデル、俳優、ラジオパーソナリティであり、女性アイドルグループ乃木坂46のメンバー、『Seventeen』の元専属モデルである。宮城県出身。乃木坂46合同会社所属。

## 来歴
2001年（平成13年）7月14日生まれ。
小学6年生の頃に「おいでシャンプー」のミュージック・ビデオの桜井玲香の笑顔に惹かれ、乃木坂46が好きになる。
2016年（平成28年）2月20日から22日まで生放送された乃木坂46の『乃木坂46時間TV』で発表された3期生募集の告知を生で観てその場で3期生オーディションを受けると決め、後日3期生セミナーに参加した。その後、宮城で行われるアンダーライブに行こうと考えたが、修学旅行の日程と被っていたため比較的近い山形で行われた4月24日のアンダーライブ東北ツアー山形公演に参加した。これをきっかけに「乃木坂46に入りたい」と思い、乃木坂46の3期生オーディションに応募し、9月4日に合格。合格発表後、LINE LIVEで「乃木坂46 3期生決定スペシャル」が生配信され、合格発表と同時に乃木坂46での活動を開始した。出版社コラボレーション特別企画賞で『FRIDAY』（講談社）、『週刊プレイボーイ』（集英社）、『EX大衆』（双葉社）、『別冊カドカワ』（KADOKAWA） の特別賞を受賞。
同年12月10日、日本武道館で行われた「乃木坂46 3期生『お見立て会』」でファンに初披露された。同年12月19日、乃木坂46 3期生ブログが開設された。1日1名ずつのリレー形式となっており、12月23日より12日ごとにブログを書いた。
2017年（平成29年）2月2日から12日にかけて3期生初公演となる『3人のプリンシパル』が15公演実施され、11公演で第二幕に出場するなど演技力の高さを発揮した。同年5月9日から14日にかけて、3期生初の単独ライブとなる「三期生単独ライブ」が8公演実施された。2017年8月1日発売の女性向けファッション誌『Seventeen』9月号（集英社）から同誌の専属モデルに起用され、乃木坂46 3期生として初のモデルとなった。
2018年（平成30年）2月22日、乃木坂46公式サイトで個人ブログが開設。同年3月12日放送の『乃木坂工事中』（テレビ愛知）で20thシングル「シンクロニシティ」に初福神として初選抜されたことが発表された。同年3月30日には、東京ドームで行われたプロ野球の開幕戦（読売ジャイアンツ対阪神タイガース）で、試合前に桜井玲香・白石麻衣・西野七瀬・生田絵梨花・山下美月とともに国歌斉唱を行った。同年6月30日、体調不良により「真夏の全国ツアー2018」を全て欠席、また21stシングル「ジコチューで行こう!」の活動に参加しないことを発表していたが、同ツアーの最終日（9月2日、ひとめぼれスタジアム宮城）のアンコールから復帰した。同年11月14日発売の22ndシングル「帰り道は遠回りしたくなる」でアンダーメンバーとして楽曲参加に復帰した。
2019年（令和元年）5月29日発売の23rdシングル「Sing Out!」で福神メンバーとして選抜復帰した。10月から11月にかけて、乃木坂46版ミュージカル『美少女戦士セーラームーン』2019で主役のセーラームーン・月野うさぎ役に抜擢され、東京公演と上海公演に出演した。
2020年（令和2年）8月29日、楽天生命パーク宮城で行われた東北楽天ゴールデンイーグルス対埼玉西武ライオンズ13回戦で自身初の始球式を務めた。
2021年（令和3年）4月より放送のテレビドラマ『クロシンリ 彼女が教える禁断の心理術』で連続ドラマ初主演。同年6月上演の『夜は短し歩けよ乙女』で、単独では初めての舞台出演。
2022年（令和4年）1月27日（26日深夜）の『乃木坂46のオールナイトニッポン』にて、新内眞衣の後を継ぎ、同番組の2代目パーソナリティになることが発表された。同年2月17日、Instagramを開設した。同年9月上演の「パルコ・プロデュース2022 舞台『桜文』」で花魁役を務めた。同年11月11日公開の『左様なら今晩は』で映画初出演・初主演。
2023年（令和5年）1月8日より放送のNHK大河ドラマ『どうする家康』に、五徳役で出演。現役メンバーが大河ドラマに単独出演するのは久保が初。同年2月20日（19日深夜）放送の『乃木坂工事中』で、32ndシングル「人は夢を二度見る」（同年3月29日発売）において、同期の山下美月と共にWセンターを務めることが発表された。久保個人としては初めて表題曲のセンターポジションを務めることとなった。同年3月4日、侍ジャパンと中日ドラゴンズとの壮行試合（カーネクスト侍ジャパンシリーズ2023・バンテリンドーム ナゴヤ）において始球式を務めた。同年3月9日、ニッポン放送のプロ野球中継番組『ニッポン放送ショウアップナイター』の初代公式応援マネージャーに就任。同年7月11日、1st写真集『交差点』（集英社）を発売。同年12月24・25日、生放送のニッポン放送大型特番『第49回ラジオ・チャリティ・ミュージックソン』でメインパーソナリティを担当。
2024年（令和6年）3月1日発売の『Seventeen』春号をもって同誌の専属モデルを卒業。
2025年（令和7年）1月25日、自身初のラジオイベント『乃木坂46のオールナイトニッポン presents 久保史緒里の青春文化祭 in 横浜アリーナ』が開催される。同年7月16日、NHK朝の連続テレビドラマ小説『あんぱん』への出演を発表。坂道グループ在籍者として、NHKの大河ドラマ、連続テレビ小説、夜ドラの三つに出演した唯一のメンバーとなる。

## 人物
愛称は、くぼちゃん、くぼし、しーちゃん、しおちゃん。同じ宮城県出身のお笑い芸人・サンドウィッチマンの二人からは「ちゃんくぼ」と呼ばれている。チャームポイントは手のひら。1日に5食も食べていたことがあったが身体は細い。家族構成は父、母、3歳年上の姉、犬。父は田代島出身で、東日本大震災で実家が被災して流されている。
長所は一つの物事を追求できること、真面目で探究心が強いこと。短所はマイナス思考なこと、物事を深く考えすぎてしまうこと。座右の銘は「自分に限界をつくらない！」「努力を努力と思わない」。同期の与田祐希からは努力家で真面目と評されている。
好きな食べ物はじゃがいもおよびじゃがいも料理、塩パン、餃子、スイーツ全般、きなこ、とうふグラタン、きな粉牛乳、豆乳、ヨーグルト、アイスクリーム、グラタン。嫌いな食べ物は春菊、お刺身。好きな色は白。好きな季節は、冬。好きな曲はwacci「大丈夫」、GReeeeN「口笛」、つじあやの「風になる」。好きなアニメは地元・宮城県が舞台である『ハイキュー！』で『オールナイトニッポン』でも同作の企画化がされている。カラオケの十八番はクリス・ハートの「I LOVE YOU」、好きな本は『ともだちや』『きみの友だち』。好きな映画は『時をかける少女』『レ・ミゼラブル』。好きなドラマは『表参道高校合唱部！』。好きなファッションブランドはEarth music&ecology、Ank Rouge、GU、無印良品。好きな言葉は「努力」。
大切なドラマに月9ドラマ『いつかこの恋を思い出してきっと泣いてしまう』を挙げており、その主演である有村架純とは大河ドラマ『どうする家康』で共演を果たしている。
趣味は手紙を書くこと。
特技は小学1年生（3年生からともいわれている）から中学3年生までやっていたチアダンス、トロンボーン、鼻の下に鉛筆をのせること。球団創設時からの東北楽天ゴールデンイーグルスのファンで、小学3年生から中学3年生までチアリーダーとして東北ゴールデンエンジェルスに所属していた。推し選手（マイヒーロー）は茂木栄五郎。東北楽天ゴールデンイーグルス好きを自身がパーソナリティを務める番組「乃木坂46のオールナイトニッポン」内で公言し続けた結果、同番組内で「鷲尾史保」という生活の全てが楽天イーグルスを中心に動いている架空のキャラクターが誕生し、ヤングガンガンにおいて漫画「野球少女鷲尾＠comic 鷲尾さんは楽天的でいたい」が連載されてコミック発売に至った。
プロ野球での始球式やセレモニアルピッチに登板した際のユニフォーム着用チームの勝率が高く、メディアではしばしば「勝利の女神」として報じられる。

### 乃木坂46
尊敬するメンバーは卒業生の生田絵梨花と衛藤美彩。推しメンは卒業生で2期生の堀未央奈。好きな曲は「何度目の青空か?」、「太陽ノック」、「サヨナラの意味」。好きなミュージック・ビデオは「ガールズルール」、「ロマンスのスタート」、「立ち直り中」。サイリウムカラーはステージからよく見える色として水色×黄色。
加入前から乃木坂46のファンだった。将来の夢はグループに必要不可欠な存在になること。目標としている人は乃木坂46の先輩。
卒業生で同期の阪口珠美とは高校の同級生でもあったため仲が良いことを公表している。また4期生の田村真佑とは2019年公開の舞台「美少女戦士セーラームーン2019」から仲良くなり、田村の実家へ訪問するほど仲を深めている。そのほか、賀喜遥香や卒業生の早川聖来とも仲が良い。同期で卒業生の山下美月とのコンビはファンから「くぼした」と呼ばれている。

### 交友関係
日向坂46メンバーの小坂菜緒、元メンバーの加藤史帆との交友がある。また、古田新太のことを「おとっつあん」と慕うほか、ナインティナインや同郷のサンドウィッチマンとも交流がある。

## 作品

### シングル
乃木坂46
- 三番目の風（2017年3月22日、SRCL-9376/7） - EAN 4547366297553。
- 未来の答え（2017年8月9日、SRCL-9495/6）- EAN 4547366319194。
- 不眠症（2017年10月11日、SRCL-9572/80）  - EAN 4547366330311。
- 僕の衝動（2017年10月11日、SRCL-9578/9）  - EAN 4547366330359。
- 新しい花粉 〜ミュージカル「見知らぬ世界」より〜（2017年10月11日、SRCL-9580）  - EAN 4547366330342。
- シンクロニシティ（2018年4月25日、SRCL-9782/90） - EAN 4547366354140。
- トキトキメキメキ（2018年4月25日、SRCL-9788/9） - EAN 4547366354188。
- 言霊砲（2018年4月25日、SRCL-9790） - EAN 4547366354171。
- キャラバンは眠らない（2018年11月14日、SRCL-9974/82） - EAN 4547366382037。
- 日常（2018年11月14日、SRCL-9976/7） - EAN 4547366382044。
- Sing Out!（2019年5月29日、SRCL-11186/94） - EAN 4547366406672。
- 平行線（2019年5月29日、SRCL-11190/1） - EAN 4547366406696。
- 夜明けまで強がらなくてもいい（2019年9月4日、SRCL-11260/8） - EAN 4547366418569。
- 僕のこと、知ってる?（2019年9月4日、SRCL-11260/8） - EAN 4547366418569。
- 僕の思い込み（2019年9月4日、SRCL-11268） - EAN 4547366418590。
- しあわせの保護色（2020年3月25日、SRCL-11460/8） - EAN 4547366444193。
- サヨナラ Stay with me（2020年3月25日、SRCL-11460/8） - EAN 4547366444193。
- 毎日がBrand new day（2020年3月25日、SRCL-11464/5） - EAN 4547366444216。
- 世界中の隣人よ（2020年5月25日）[77]
- Route 246（2020年7月24日）
- 僕は僕を好きになる（2021年1月27日、SRCL-11680/8） - EAN 4547366487244。
- 明日がある理由（2021年1月27日、SRCL-11680/8） - EAN 4547366487244。
- Wilderness world（2021年1月27日、SRCL-11680/1） - EAN 4547366487244。
- ごめんねFingers crossed（2021年6月9日、SRCL-11836/44） - EAN 4547366507270。
- 全部 夢のまま（2021年6月9日、SRCL-11836/44） - EAN 4547366507270。
- 大人たちには指示されない（2021年6月9日、SRCL-11836/7） - EAN 4547366507270。
- 君に叱られた（2021年9月22日、SRCL-11880/8） - EAN 4547366522303。
- やさしいだけなら（2021年9月22日、SRCL-11880/8） - EAN 4547366522303。
- 泥だらけ（2021年9月22日、SRCL-11886/7） - EAN 4547366522341。
- 他人のそら似（2021年9月22日、SRCL-11888） - EAN 4547366522334。
- 最後のTight Hug（2021年11月5日）[78]
- Actually...（2022年3月23日、SRCL-12100/8） - EAN 4547366549058。
- 深読み（2022年3月23日、SRCL-12100/8） - EAN 4547366549058。
- 価値あるもの（2022年3月23日、SRCL-12100/1） - EAN 4547366549058。
- 好きになってみた（2022年3月23日、SRCL-12108） - EAN 4547366549089。
- 好きというのはロックだぜ!（2022年8月31日、SRCL-12210/8） - EAN 4547366571950。
- 僕が手を叩く方へ（2022年8月31日、SRCL-12210/1） - EAN 4547366571950。
- パッションフルーツの食べ方（2022年8月31日、SRCL-12216/7） - EAN 4547366571998。
- ここにはないもの（2022年12月7日、SRCL-12330/8） - EAN 4547366590166。
- 甘いエビデンス（2022年12月7日、SRCL-12336/7） - EAN 4547366590203。
- 人は夢を二度見る（2023年3月29日、SRCL-12480/8） - EAN 4547366607307。
- 僕たちのサヨナラ（2023年3月29日、SRCL-12480/8） - EAN 4547366607307。
- Never say never（2023年3月29日、SRCL-12484/5） - EAN 4547366607321。
- おひとりさま天国（2023年8月23日、SRCL-12620/8） - EAN 4547366626612。
- 誰かの肩（2023年8月23日、SRCL-12620/1） - EAN 4547366626612。
- Monopoly（2023年12月6日、SRCL-12630/8） - EAN 4547366650990。
- 羊飼いよ（2023年12月6日、SRCL-12632/3） - EAN 4547366651003。
- チャンスは平等（2024年4月10日、SRCL-12850/8） - EAN 4547366669053。
- チートデイ（2024年8月21日、SRCL-12950/8） - EAN 4547366693973。
- 歩道橋（2024年12月11日、SRCL-13070/8） - EAN 4547366716580。
- 雪が降る日にまた会おう（2024年12月11日、SRCL-13076/7） - EAN 4547366716627。
- 懐かしさの先（2025年2月3日）
- ネーブルオレンジ（2025年3月26日、SRCL-13220/8） - EAN 4547366731125。
- Same numbers（2025年7月30日、SRCL-13370/8） - EAN 4547366755978。
- 真夏日よ（2025年7月30日、SRCL-13370/8） - EAN 4547366755978。

坂道AKB
- 国境のない時代（2018年3月14日、KIZM-90547/8） - EAN 4988003519797。
- 初恋ドア（2019年3月13日、KIZM-90615/6） - EAN 4988003543921。

### アルバム
乃木坂46
- 生まれてから初めて見た夢（2017年5月24日、SRCL-9437/44） - EAN 4547366307825。
- 今が思い出になるまで（2019年4月17日、SRCL-11140/7） - EAN 4547366401325。
- Time flies（2021年12月15日、SRCL-12020/30） - EAN 4547366534184。

乃木坂46 cheers 松任谷由実（produced by 小室哲哉）
- ユーミン乾杯!!〜松任谷由実50周年記念コラボベストアルバム〜
  - 「守ってあげたい」（2023年12月20日、UPCH-20663） - EAN 4988031593967[79]。

その他
- TM NETWORK TRIBUTE ALBUM -40th CELEBRATION-
  - 「BE TOGETHER」（2024年5月15日、ESCL-5948） - EAN 4547366672046[80]。

### 映像作品
- 久保史緒里（2017年3月22日） - EAN 4547366297515。
- NOGIBINGO!8（2018年3月16日） - EAN 4988021146821。
- 乃木坂46 5th YEAR BIRTHDAY LIVE 2017.2.20-22 SAITAMA SUPER ARENA（2018年3月28日） - EAN 4547366344523。
- 乃木坂46 真夏の全国ツアー2017 FINAL! IN TOKYO DOME（2018年7月11日） - EAN 4547366363999。
- NOGIBINGO!9（2018年10月19日） - EAN 4988021147392。
- 舞台「ザンビ」（2019年5月31日） - EAN 4988021158602。
- 乃木坂46 6th YEAR BIRTHDAY LIVE 2018.07.06-08 JINGU STADIUM&CHICHIBUNOMIYA RUGBY STADIUM（2019年7月3日） - EAN 4547366411270。
- ドラマ「ザンビ」（2019年8月2日） - EAN 4988021148474。
- いつのまにか、ここにいる Documentary of 乃木坂46（2019年12月25日） - EAN 4988104123695。
- 乃木坂46 7th YEAR BIRTHDAY LIVE 2019.2.21-24 KYOCERA DOME OSAKA（2020年2月5日） - EAN 4547366438956。
- ミュージカル「美少女戦士セーラームーン」2019（2020年4月11日） - EAN 4573478602794。
- 久保工事中（2020年10月28日） - EAN 4547366474787。
- 乃木坂46 8th YEAR BIRTHDAY LIVE 2020.2.21-24 NAGOYA DOME（2020年12月23日） - EAN 4547366482812。
- NOGIZAKA46 Mai Shiraishi Graduation Concert 〜Always beside you〜（2021年3月10日） - EAN 4547366491104。
- ノギザカスキッツACT2 第1巻（2021年7月30日） - EAN 4988021718608, EAN 4988021140829。
- ノギザカスキッツACT2 第2巻（2021年10月22日） - EAN 4988021718615, EAN 4988021140836。
- 乃木坂46 9th YEAR BIRTHDAY LIVE 5DAYS（2022年6月8日） - EAN 4547366541441, EAN 4547366541465。
- 乃木坂スター誕生!2 第1巻（2022年7月22日） - EAN 4988021718974, EAN 4988021141550。
- 乃木坂スター誕生!2 第2巻（2022年10月28日） - EAN 4988021718981, EAN 4988021141567。
- 乃木坂46 真夏の全国ツアー2021 FINAL! IN TOKYO DOME（2022年11月16日） - EAN 4547366576009, EAN 4547366576016。
- 乃木坂46 10th YEAR BIRTHDAY LIVE（2023年2月22日） - EAN 4547366594324, EAN 4547366594447。
- さ〜ゆ〜Ready?さゆりんご軍団ライブ/松村沙友理 卒業コンサート（2023年4月26日）[81]
- 生田絵梨花 卒業コンサート（2023年4月26日）[81]
- 左様なら今晩は（2023年4月28日） - EAN 4571519918552。
- 波よ聞いてくれ DVD BOX（2023年9月6日） - EAN 4907953268531。
- NOGIZAKA46 ASUKA SAITO GRADUATION CONCERT（2023年10月25日） - EAN 4547366631012, EAN 4547366631098。
- 探偵マリコの生涯で一番悲惨な日（2023年11月8日） - EAN 4988101224470, EAN 4988101224487。
- どうする家康 完全版 第弐集（2023年11月24日） - EAN 4988066243707, EAN 4988066243745。
- どうする家康 完全版 第参集（2024年1月26日） - EAN 4988066243714, EAN 4988066243752。
- 乃木坂46 11th YEAR BIRTHDAY LIVE 5DAYS（2024年2月21日） - EAN 4547366660128, EAN 4547366660135。
- MIZUKI YAMASHITA GRADUATION CONCERT（2024年10月2日） - EAN 4547366701180, EAN 4547366701227。
- 乃木坂46 12th YEAR BIRTHDAY LIVE（2025年2月12日） - EAN 4547366722253。

## 出演

### テレビドラマ
- ザンビ（2019年1月24日 - 3月28日、日本テレビ）花村穂花 役[82][83]
- 乃木坂シネマズ〜STORY of 46〜 第9話「脆弱性」（2020年2月19日、FOD / 2020年3月18日、フジテレビ）主演[84]
- クロシンリ 彼女が教える禁断の心理術（2021年4月23日〈22日深夜〉 - 6月11日〈10日深夜〉、関西テレビ）主演・クロノサキ 役[85][86]
- サマータイムマシン・ハズ・ゴーン 「乙女、凛と。」（2021年10月9日〈8日深夜〉、フジテレビ）主演・ボーカル 役[87][88][89]
- 大河ドラマ『どうする家康』 第17回 - 第25回（2023年5月7日 - 7月2日、NHK）五徳 役[37][90]
- 波よ聞いてくれ 第7話（2023年6月2日、テレビ朝日）冒頭ナレーション[91]
- 連続ドラマW（WOWOW）
  - 落日（2023年9月10日 - 10月1日）立石沙良 役[92]
  - 怪物（2025年7月6日 - ）柳美緒 役[93][94]
- 夜ドラ『未来の私にブッかまされる!?』（2024年10月7日 - 11月28日 、NHK総合）筒井凜 役[95]
- 連続テレビ小説 あんぱん（2025年8月18日 - 、NHK）白鳥玉恵 役[96]

### 配信ドラマ
- 塩介と甘実-蕎麦ができるまで探偵-（2022年7月15日 - 9月16日、Paravi）甘露果也実 役[97]

### 映画
- 左様なら今晩は（2022年11月11日、パルコ）主演・愛助 役[98]
- リバー、流れないでよ（2023年6月23日、トリウッド）ヒサメ 役[99]
- 探偵マリコの生涯で一番悲惨な日（2023年6月30日、東映ビデオ）絢香 役[100][101]
- 誰よりもつよく抱きしめて（2025年2月7日、アークエンタテインメント）主演・桐本月菜 役[102][103][注 6]
- ネムルバカ（2025年3月20日、ポニーキャニオン）主演・入巣柚実 役[104][105][注 7]

### バラエティ
- ラヴィット!（2022年1月10日 - 3月28日 、TBS）「ラヴィット!ファミリー」月曜担当[106]

### ラジオ
- 乃木坂46のオールナイトニッポン（2022年2月17日〈16日深夜〉- 、ニッポン放送）メインパーソナリティ[33]
- ラジオ・チャリティ・ミュージックソン（2023年12月24日 - 25日、ニッポン放送）メインパーソナリティ[44][45]

### 舞台
- 三人姉妹（2018年1月17日 - 2月4日、博品館劇場）イリーナ 役[107][注 8]
- 舞台「ザンビ」（2018年11月16日 - 25日、TOKYO DOME CITY HALL）鳴沢摩耶 役（TEAM "BLUE"）[109]
- ミュージカル「美少女戦士セーラームーン」2019（2019年10月10日 - 14日、日本：TOKYTO DOME CITY HAL / 11月22日 - 24日、中国：美王其大戯院）月野うさぎ / セーラームーン 役[29]
- 夜は短し歩けよ乙女（2021年6月6日 - 22日、東京：新国立劇場中劇場 /  6月26日 - 27日、大阪：クールジャパンパーク大阪 WWホール）ヒロイン・黒髪の乙女 役[32][110]
- オールナイトニッポン55周年記念公演「あの夜を覚えてる」（2022年3月20日・27日、オンライン劇場「ZA」）[111]
- パルコ・プロデュース2022 舞台「桜文」（2022年9月5日 - 25日、東京：PARCO劇場 / 10月1日 - 2日、大阪：COOL JAPAN PARK OSAKA WWホール / 10月5日、愛知：名古屋文理大学文化フォーラム（稲沢市民会館） / 10月8日、長野：サントミューゼ 上田市交流文化芸術センター）主演・桜雅花魁 / 笹沖雅沙子 役[112]
- 劇団☆新感線43周年興行・秋公演 いのうえ歌舞伎「天號星」（2023年9月14日 - 10月21日、東京：THEATER MILANO-Za / 11月1日 - 20日、大阪：COOL JAPAN PARK OSAKA WWホール）神降ろしのみさき 役[113][114]

### CM
- 宮城・仙台旅しおり（菓匠三全）（2019年8月1日 - ）[115]
  - 仙台城/松島篇（2017年12月16日 - ）[115]
  - 仙台市内/大河原町篇（2017年12月16日 - ）[115]
  - 一目千本桜篇（2018年7月17日 - ）[116]
  - レジャー/石巻/多賀城篇（2019年8月2日 - ）[117]
  - 2021年度 30秒（2022年3月21日 - ）[118]
  - 2021年度 60秒（2022年3月21日 - ）[119]
  - チョコ味の萩の月「萩の調」限定販売！（2025年1月29日 - ）[120]
- ラグザス
  - 忍者CODE（2023年10月7日 - ）[121]
  - 侍ジャパン応援CM（2023年11月1日 - ）[122]
- 仙建工業
  - 鉄道魂篇（2024年2月21日 - ）[123]
  - 地域思い篇（2024年2月21日 - ）[123]
  - 災害復旧篇（2024年2月21日 - ）[123]
  - JOIN!篇（2025年3月25日 - ）[124]
- マクドナルド「スパイシーチキンマックナゲット」応援って意味ありますか?編（2024年6月4日 - ）岡田准一と共演[125]

### ネット配信
- 宮城・仙台旅しおり（菓匠三全）[注 9][115]
  - ダイジェスト版（2017年8月1日）[115]
  - 仙台城篇（創業70周年記念Web動画）（2017年8月8日）[126]
  - 松島篇（2017年9月1日）[115]
  - 仙台市内篇（2017年10月2日）[115]
  - 仙台駅・仙台空港篇（2017年11月1日）[115]
  - 大河原町篇（2017年12月1日）[115]
  - 番外篇（2018年1月4日）[115]
  - 2018ダイジェスト（2018年7月10日）[115]
  - 一目千本桜篇（2018年7月17日）[115]
  - 楽天イーグルス篇（2018年7月31日）[115]
  - 楽天イーグルス チアスクール 特別篇（2018年8月7日）[127]
  - 蔵王篇（2018年8月7日）[128]
  - 仙台「大崎八幡宮」篇（2018年11月27日）[129]
  - 松島「瑞巌寺」篇（2018年12月6日）[130]
  - 仙台「瑞鳳殿」伊達武将隊 特別篇（2018年12月14日）[131]
  - 松島「おくのほそ道」特別篇（2018年12月25日）[132]
  - 2019ダイジェスト（2019年7月23日）[133]
  - 仙台レジャー篇（2019年8月1日）[134]
  - 石巻篇（2019年8月16日）[135]
  - 石巻特別篇（2019年8月29日）[136]
  - 多賀城篇（2019年9月12日）[137]
  - 2019ダイジェスト 秋（2019年12月3日）[138]
  - 鳴子 紅葉篇（2019年12月12日）[139]
  - 岩出山 有備館篇（2019年12月26日）[140]
  - 仙台 広瀬川篇（2020年1月9日）[141]
  - 仙台 うみの杜篇（2020年1月23日）[142]
  - 未公開篇vol.1（2020年2月6日）[143]
  - 未公開篇vol.2（2020年2月20日）[144]
  - スタジオ篇 vol.1（2020年12月23日）和田まあやと共演[145]
  - スタジオ篇 vol.2（2021年1月28日）向井葉月と共演[146]
  - 2021 ダイジェスト 夏（2021年8月13日）[147]
  - 仙台城ふたたび 篇（2021年8月27日）[148]
  - ブルーインパルス 篇（2021年9月17日）[149]
  - 東松島 野蒜 篇（2021年10月15日）[150]
  - 2021 ダイジェスト 秋（2021年11月18日）[151]
  - 奥松島 篇（2021年12月3日）[152]
  - 利府 篇（2021年12月23日）[153]
  - 秋保 篇（2022年1月7日）[154]
  - 2022 ダイジェスト 夏（2022年8月3日）[155]
  - SUGO〈菅生〉 篇（2022年8月17日）[156]
  - 丸森・阿武隈 篇（2022年9月1日）[157]
  - 角田・JAXA 篇（2022年9月14日）[158]
  - 2022 ダイジェスト 秋（2022年12月21日）[159]
  - 晒よし飴 特別篇（2023年1月11日）[160]
  - 亘理町 篇（2023年1月25日）[161]
  - 白石和紙 篇（2023年2月15日）[162]
  - 白石城ふたたび 篇（2023年3月1日）[163]
  - 2023 ダイジェスト 春（2023年7月19日）[164]
  - 伊達政宗公騎馬像 復活 篇（2023年7月26日）[165]
  - 船岡城址 篇（2023年8月2日）[166]
  - 楽天イーグルス2023 篇（2023年8月9日）[167]
  - 楽天イーグルス ベースボールスクール 特別篇（2023年8月16日）[168]
  - 萩の調 特別篇（2024年1月15日）[169]
  - みやぎの明治村 登米 前篇（2024年1月31日）[170]
  - みやぎの明治村 登米 後篇（2024年2月14日）[171]
  - 涌谷 篇（2024年2月28日）[172]
  - 伊豆沼・内沼 篇（2024年3月13日）[173]
  - 2024 ダイジェスト 夏（2024年8月7日）[174]
  - 作並温泉 篇（2024年8月14日）[175]
  - 定義 篇（2024年9月11日）[176]
  - 宮城蔵王 前篇（2024年9月25日）[177]
  - 宮城蔵王 後篇（2024年10月9日）[178]
  - 2024 ダイジェスト 秋冬（2025年1月29日）[179]
  - 気仙沼 前篇（2025年2月5日）[180]
  - 気仙沼 後篇（2025年2月14日）[181]
  - 女川 篇（2025年3月5日）[182]
- 乃木坂46・久保史緒里の乃木坂上り坂（2019年1月31日 - 2023年2月9日、LINE LIVE）[183]
- 「僕たちは居場所を探して」久保史緒里編（2021年2月15日 - 、Hulu）[184]
- 東北楽天ゴールデンイーグルス球団歌「羽ばたけ楽天イーグルス」20周年スペシャルバージョン（2024年、同球団公式YouTubeチャンネル）[注 10]

### ランウェイ
- Rakuten GirlsAward 2017 AUTUMN/WINTER（2017年9月16日、幕張メッセ）[186]
- 東京ガールズコレクション
  - 第33回 マイナビ 東京ガールズコレクション 2021 AUTUMN/WINTER（2021年9月4日、オンライン）[187]
  - 第34回 マイナビ 東京ガールズコレクション 2022 SPRING/SUMMER（2022年3月21日、国立代々木競技場第一体育館）[188]

### イベント
- Seventeen 夏の学園祭
  - Seventeen 夏の学園祭2017（2017年8月24日、パシフィコ横浜・国立大ホール）[189]
  - Seventeen夏の学園祭2023（2023年8月23日、東京ドームシティ プリズムホール）[190][191][192]
- 日本東北遊楽日 2018 だいすき♡♥とうほく（2018年12月14日 - 15日、台北市・華山1914文化創意産業園区）[193]
- 「乃木坂46のオールナイトニッポン presents 久保史緒里の青春文化祭 in 横浜アリーナ」（2025年1月25日、横浜アリーナ）[47]
- 第27回上海国際映画祭[194]
  - 舞台挨拶[注 11]（2025年6月14日、大光明電影院 Grand Theatre）
  - オープニングセレモニー（2025年6月15日、上海 Peace Cinema〈和平影都〉）

### 始球式
- 東北楽天ゴールデンイーグルス対埼玉西武ライオンズ 13回戦（2020年8月29日、楽天生命パーク宮城）[195]
- 【日本生命セ・パ交流戦】東北楽天ゴールデンイーグルス対横浜DeNAベイスターズ 3回戦（2021年5月30日、楽天生命パーク宮城）[196]
- 【カーネクスト侍ジャパンシリーズ2023 名古屋】中日ドラゴンズ対侍ジャパン（2023年3月4日、バンテリンドーム ナゴヤ）[197]
- 東北楽天ゴールデンイーグルス対北海道日本ハムファイターズ 6回戦（2023年4月23日、楽天モバイルパーク宮城）※セレモニアルピッチ[198]
- 【日本生命セ・パ交流戦】東北楽天ゴールデンイーグルス対広島東洋カープ 2回戦（2024年6月15日、楽天モバイルパーク宮城）[199]
- 東北楽天ゴールデンイーグルス対千葉ロッテマリーンズ 6回戦（2025年4月20日、楽天モバイルパーク宮城）※セレモニアルピッチ[200]

## 書籍

### 雑誌連載
- Seventeen（2017年8月1日 - 2024年3月1日、集英社）専属モデル[4]

### 写真集
- 交差点（2023年7月11日、集英社）[43]